# Håfreströms IF
Håfreströms IF, tidigare även Håvreströms IF, är en idrottsförening från Åsensbruk i Melleruds kommun i Dalsland/Västra Götalands län, bildad den 10 april 1921. Föreningen har genom åren utövat flera idrotter men 2022 finns endast fotboll och friidrott på programmet.
Föreningens herrlag i fotboll har spelat tolv säsonger i tredje högsta divisionen (gamla division III, sedan 2006 motsvarande division I): 1930/1931, 1937/1938-1938/1939, 1940/1941-1941/1942, 1945/1946, 1956/1957 samt 1960-1964. Bland klubbens spelare märks Jan Mossberg, som fick en lång karriär i Örebro SK.

## Extern webbplats
- Föreningens webbplats